# 根津美術館

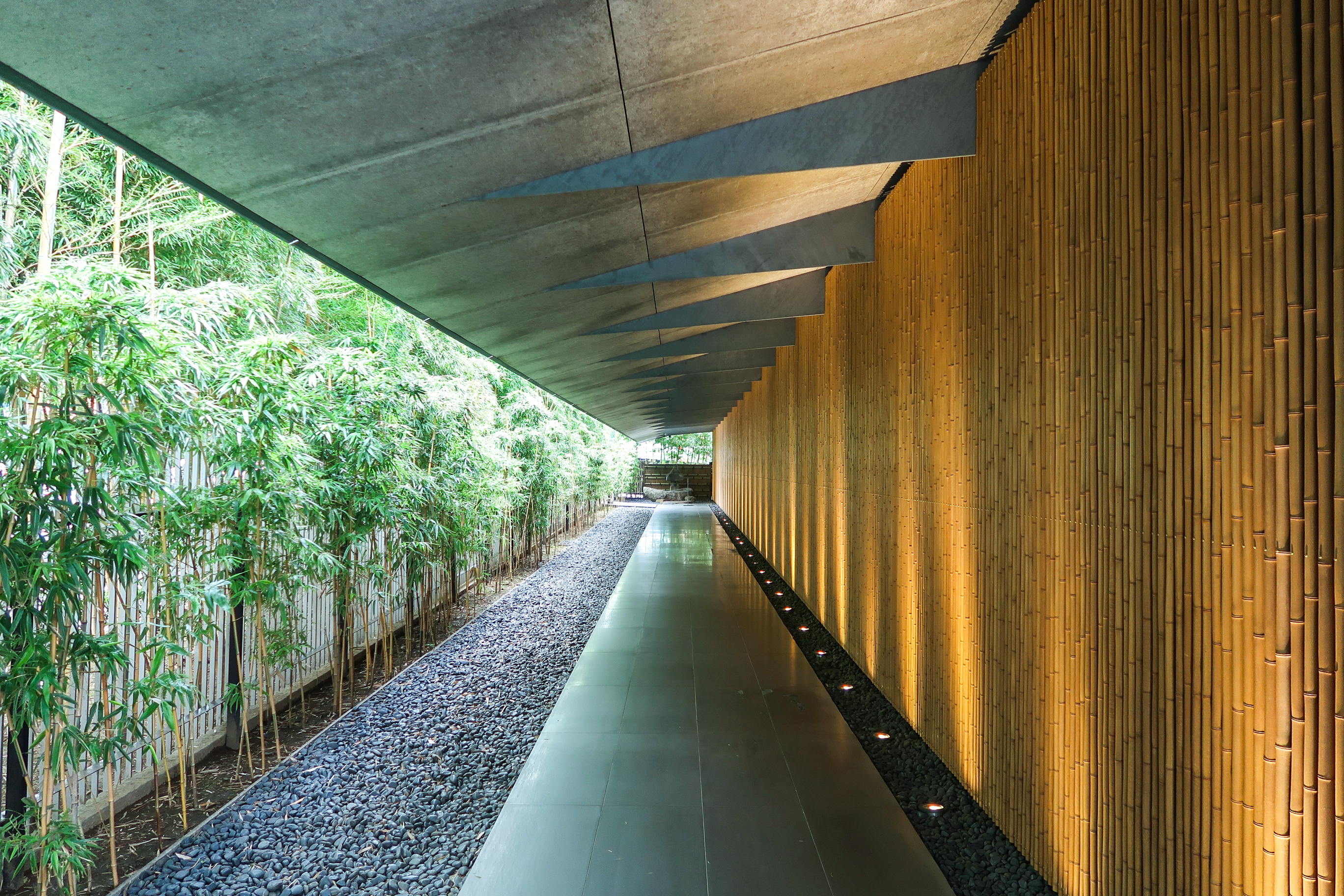
館外的走廊為建築特色之一

根津美術館（日语：／ Nezu bijutsukan */?）是位於日本東京都港区南青山的私立美術館。根津美術館現在的英文名是Nezu Museum，之前曾是Nezu Institute of Fine Arts。
根津美術館成立於1941年11月，繼承了東武財閥的創業者初代根津嘉一郎（他也是現武藏大學、武藏高等學校中學校的創建者）的古美術收藏品，並改裝了他的住宅開館。根津美術館和藤井有鄰館、大倉集古館、白鶴美術館、大原美術館並列為日本少數歷史可追溯至第二次世界大戰之前的美術館。

## 概要
有「鐵道王」之稱的初代根津嘉一郎不僅是實業家，亦是政治家和茶人。根津美術館的創建目的是為了保存展示他收藏的4,643件日本、東洋古美術品。之後藏品逐漸增加，在2009年達到6,874件:125，2016年3月底時增加到7,420件（其中包括7件國寶、87件重要文化財、94件重要美術品）。
在江戶時代，現根津美術館所在地曾是擔任江戶定府的河內國丹南藩藩主高木家的江戶下屋敷。江戶幕府滅亡之後，高木家在明治2年（1869年/1870年）向朝廷請願免除定府職務，並要求前往京都，得到同意，此後未返回東京。江戶下屋敷因此陷入荒廢，初代根津嘉一郎在1896年從山梨搬至東京，並在1906年購買這塊土地。根津在購地後隨即開始修建住宅，並建造庭園。根津嘉一郎去世後，這一住宅被改建為美術館。
2006年5月8日開始，根津美術館進行改建，暫時休館。在由建築家隈研吾設計的新展示棟竣工後，根津美術館在2009年10月7日新装開館。美術館的新標誌由德國的設計公司彼得·施密特集團。

## 設施

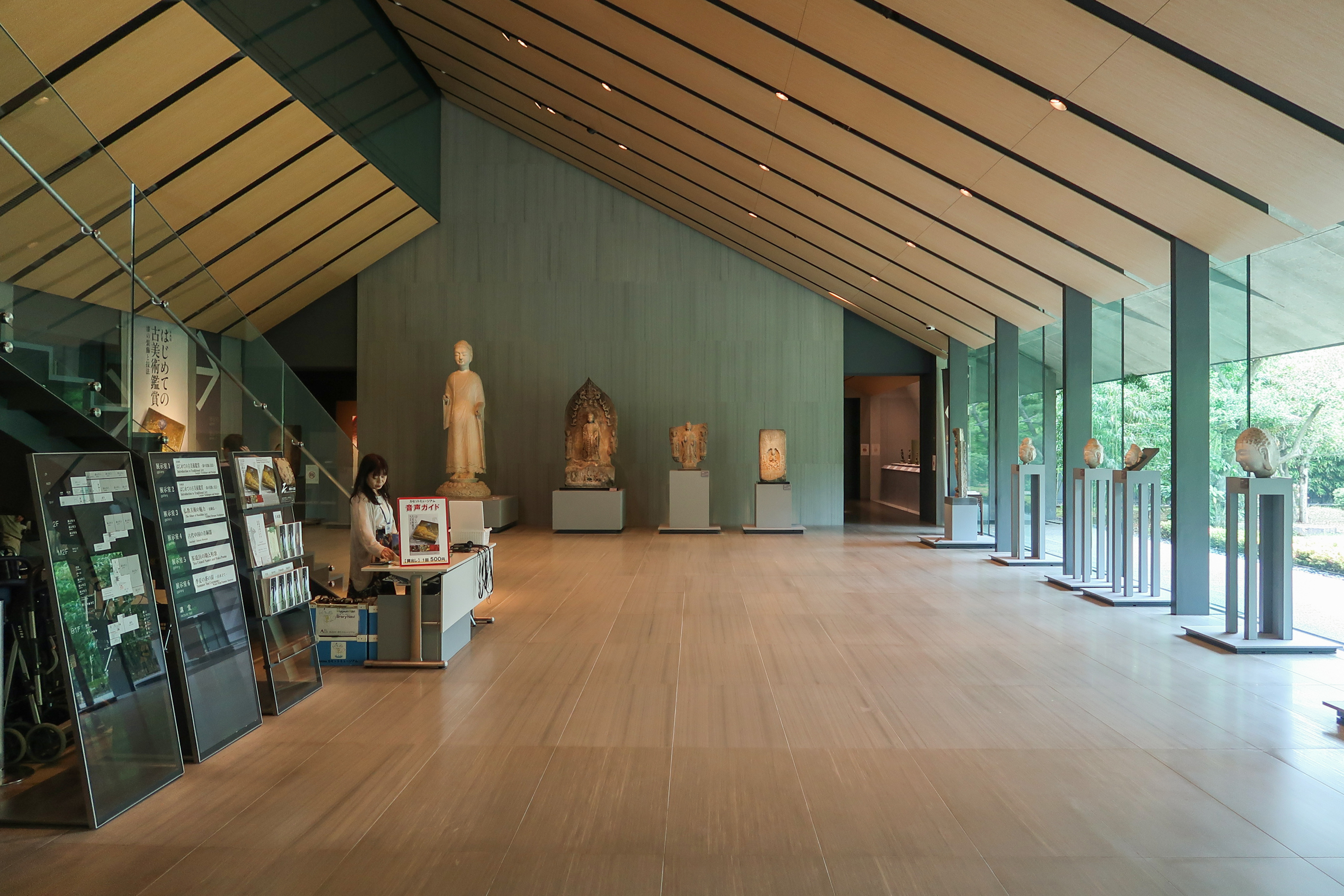
本館一層大廳

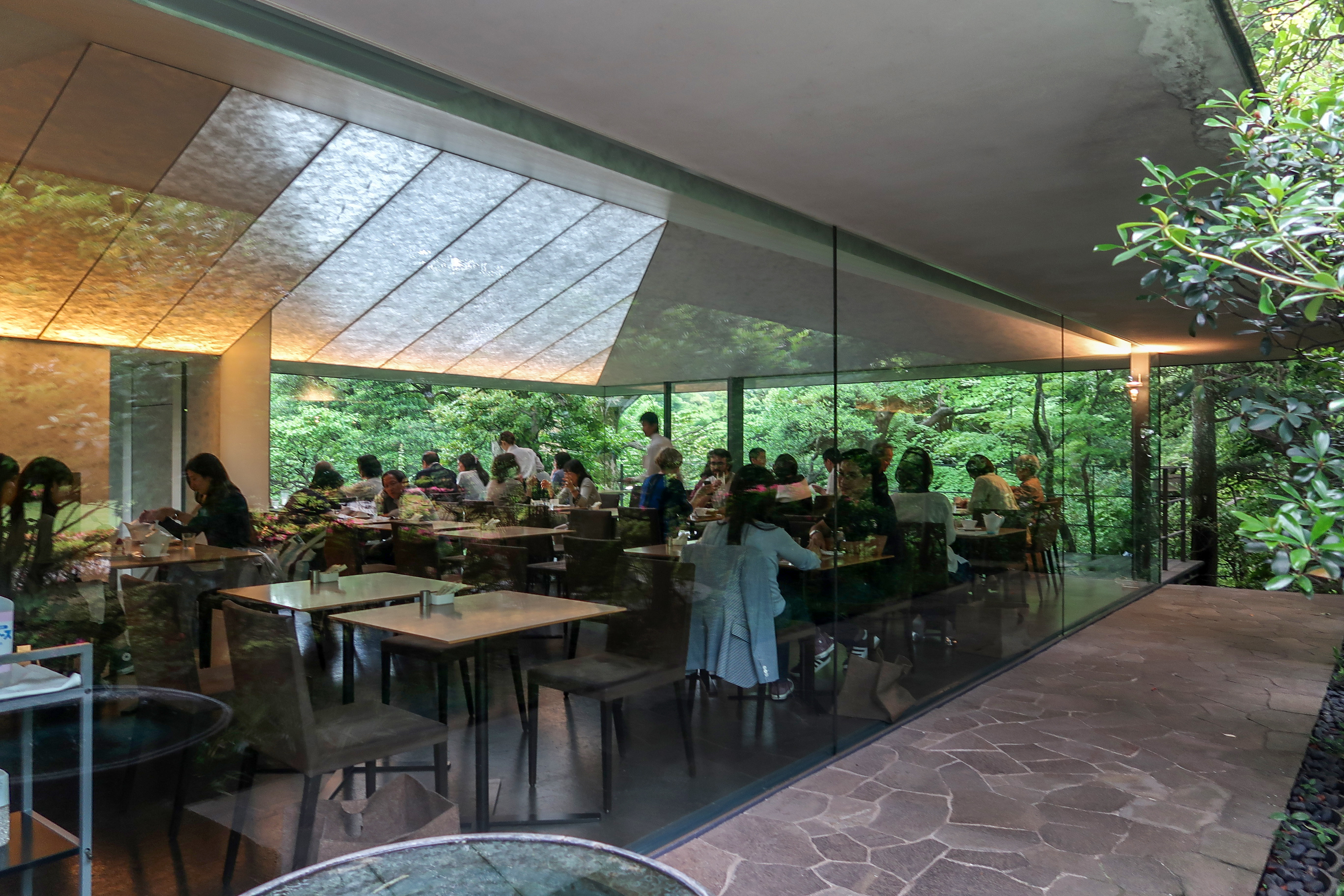
Nezu Cafe

本館（初代）
現已不存。第二代根津嘉一郎繼承第一代根津嘉一郎的古美術藏品，在1940年設立了財團法人根津美術館，並在1941年11月改建根津嘉一郎邸為美術館。邸宅的母屋作為美術館本館使用。在將藏品疏散之後，美術館在1945年5月毀於戰爭，展示室等大部分設施燒毀。
本館（第二代）
現已不存。戰後舊本館被拆除，第二代本館則在1954年9月竣工開館。設計者是今井兼次和內藤多仲。該館在1964年（昭和39年）9月擴建。2006年5月8日開始拆除，在新的本館開館之前，美術館暫時休館。
本館（第三代）
現在的本館。這座建築竣工於2009年2月28日，開館於同年10月7日。建築的設計者和監理是隈研吾，施工者是清水建設。這座建築獲得了第52屆（2009年度）BCS賞、第51屆（2009年度）每日艺术奖（2010年1月獲獎）。美術館佔地面積15,372平方米，建築面積1,947平方米，總樓板面積4,014平方米。建築地上有2層，地下有1層。切妻造的屋頂令人想到寺院建築。
新館
現已不存。該建築是創立50週年紀念事業的一部分，在1990年2月作為特展室竣工開館:119-125。但在美術館於2009年2月重新開館之後，新館已完成其使命，此後作為事務棟使用:119-125。
事務棟
之前的新館，設有事務室和收藏庫:119-125。

## 藏品
根津美術館收藏有7件國寶，包括鎌倉時代的那智瀧圖（在1951年6月9日被列入國寶）；江戶時代日本畫家尾形光琳製作的六曲屏風燕子花圖（美術館內庭園種植有燕子花。每年4月下旬至5月上旬，美術館在燕子花開花季節展示這一作品）；南宋時代的漁村夕照圖（傳是牧谿作品）、鶉圖、禪機圖断簡（布袋圖）三幅作品；奈良時代的佛經《根本百一羯磨 卷第六》；平安時代的《無量義經、觀普賢經》。

## 外部連結
- 根津美術館 （页面存档备份，存于）
- 根津美術館的X（前Twitter）
- 根津美術館的Facebook專頁
- YouTube上的根津美術館頻道

35°39′44″N 139°43′01″E / 35.66215°N 139.71703°E